# Boltonidris mirabilis
Boltonidris mirabilis — викопний вид мурах з триби Stenammini (підродина Мирміцини), єдиний вид у складі монотипового роду Boltonidris Radchenko, Dlussky, 2012. Виявлений в еоценовому рівненському бурштині (Україна).

## Опис
Довжина червонуватого тіла менше 3 мм. Вусики 12-членикові з 3-члениковою булавой. Мандибули з двома зубцями на жувальному краї. Скапус довгий, досягає потилиці. Очі дрібні, приблизно з 15 оматидіями. Потиличний край з невеликою виїмкою. Вусикові борозни не розвинуті. На пронотумі два невеликі виступи-зубці. У серединній дорзальній частині голови є медіальна борозна. Рід Boltonidris названий на честь британського мірмеколога Баррі Болтона (Музей природознавства (Лондон)). Boltonidris — єдиний викопний рід у складі триби Stenammini.